# Phéruse
Dans la mythologie grecque, Phéruse (en grec ancien Φέρουσα / Phérousa) est une Néréide, fille de Nérée et de Doris, citée par Apollodore, Hésiode, Homère et Hygin  dans leurs listes de Néréides. Elle est une des douze Néréides à apparaître sur les quatre listes.

## Étymologie
Son nom, un participe, signifie «celle qui peut, celle qui porte». Phéruse, avec sa sœur Dynamène, était associée à la grandeur et la puissance des grandes houles océaniques.

## Famille
Ses parents sont le dieu marin primitif Nérée, surnommé le vieillard de la mer, et l'océanide Doris. Elle est l'une de leur multiples filles, les Néréides, généralement au nombre de cinquante, et a un unique frère, Néritès. Pontos (le Flot) et Gaïa (la Terre) sont ses grands-parents paternels, Océan et Téthys ses grands-parents maternels.

## Mythologie
Phéruse est mentionnée comme l'une des 32 Néréides qui se rassemblent sur la côte de Troie, remontant des profondeurs de la mer pour pleurer avec Thétis la mort future de son fils Achille dans l'Illiade d'Homère.
Elle est également référencée dans les trois autres listes ou inventaires antiques, que ce soit par Hésiode dans sa Théogonie (vers 240 à 264), par Apollodore dans sa Bibliothèque (livre I, chapitre 2, paragraphe 7) ou par Hygin dans la préface de ses Fables. Elle est une des douze Néréides à apparaître sur les quatre listes.

## Évocation moderne

### Jeux vidéo
- Phéruse est un personnage jouable de la classe des Néréides dans le jeu vidéo de rôle Romancing SaGa 2 sorti en 1993 sur la Super Nintendo. C'est la deuxième Néréide accessible dans le jeu.

### Zoologie
- Le genre de Bryozoaires Pherusella tient son nom de la Néréide, de même que le genre d'Annélides Pherusa.